# Остров контрабандиста
«Остров контрабандиста» (англ. Smuggler’s Island) — американский фильм нуар 1951 года, снятый режиссёром Эдвардом Людвигом.

## Сюжет
Лодку Стива Кента, зарабатывающего на жизнь глубоководным нырянием, конфискуют в Макао, лишая дайвера привычного занятия. В казино его знакомят с богатой и красивой женщиной по имени Вивиан Крейг, которая начинает проявлять романтический интерес к Стиву. Позже Вивиана сообщает Стиву, что она заинтересована в его опыте дайвинга. Стив соглашается поднять со дна моря партию медикаментов, которая затонула после авиакатастрофы. В присутствии Вивианы Стив видит, что в одном из вскрытых контейнеров вместо медикаментов находится партия украденного золота. Опытный дайвер намеревается выдать свою новую знакомую властям, но от этого шага его останавливает влечение к ней. Вскоре за золотом приезжает брат Вивианы — Аллан Крейг, который предлагает разделить золото на троих. Аллан Крейг намеревается обмануть своих компаньонов и присвоить всё золото себе…

## В ролях
| Актёр         | Роль                            |
| ------------- | ------------------------------- |
| Джефф Чандлер | Стив Кент                       |
| Эвелин Кейс   | Вивиан Крейг                    |
| Филип Френд   | Аллан Крейг                     |
| Марвин Миллер | Бок-Инг                         |
| Даки Луи      | Кай Лун                         |
| Дэвид Бауэр   | Лорка (в титрах — Дэвид Вулф)   |
| Джей Новелло  | Эспиноза                        |
| Х.Т. Цянг     | Чанг                            |
| Майкл Ансара  | полицейский Сикх (нет в титрах) |

## Съёмочная группа
- Режиссёр: Эдвард Людвиг
- Продюсер: Тед Ричмонд
- Сценарист: Леонард Ли
- Оператор: Мори Герцман